# 三甲基氯锗烷
三甲基氯锗烷是一种有机锗化合物，化学式为C3H9ClGe。它可由四甲基锗和三氯化铝为原料反应得到。它和羟甲基二甲基膦反应，可以得到(三甲基锗氧甲基)二甲基膦。它和三(三甲基硅基)锑反应，可以得到三(三甲基锗基)锑。
(Me3Si)3Sb + 3 Me3GeCl → (Me3Ge)3Sb + 3 Me3SiCl （Me=CH3）